# 2. Sinfonie (Hanson)
Die 2. Sinfonie op. 30 des US-amerikanischen Komponisten Howard Hanson (1896–1981) trägt den Beinamen „Romantic“ und wurde 1930 in Boston uraufgeführt.

## Entstehung und Uraufführung
Acht Jahre nach seiner 1. Sinfonie („Nordic“) schuf Howard Hanson, mittlerweile Direktor der Eastman School of Music, seine 2. Sinfonie, der er den Beinamen „Romantic“ (Romantische) gab. Die Sinfonie entstand im Auftrag des Boston Symphony Orchestra anlässlich seines fünfzigjährigen Bestehens und wurde am 28. November 1930 in Boston unter Leitung von Sergei Kussewizki uraufgeführt. Weitere Auftragswerke zu diesem Orchesterjubiläum waren die 1. Sinfonie von Honegger, die 4. Sinfonie von Prokofjew, die 3. Sinfonie von Albert Roussel, Strawinskys Psalmensinfonie sowie die Symphonic Ode von Aaron Copland.

## Besetzung, Spieldauer und Charakterisierung
Die Partitur fordert eine gängige sinfonische Besetzung: Piccoloflöte, 2 Flöten, 2 Oboen, Englischhorn, 2 Klarinetten, 2 Fagotte, Kontrafagott, 4 Hörner, 3 Trompeten, 3 Posaune, Tuba, Pauken, Kleine Trommel, Becken, Harfe und Streicher.
Die Spieldauer der 2. Sinfonie von Howard Hanson liegt bei etwa 27 Minuten. Das Werk ist dreisätzig:
1. Adagio
2. Andante con tenerezza
3. Allegro con brio

Die Adagio-Einleitung des 1. Satzes prägt ein aufsteigendes Dreiton-Motiv, das eine kleine Terz bildet, bald gefolgt von spiegelbildlich abfallenden drei Noten, die zugleich den Beginn des in den Hörnern präsentierten Hauptthemas darstellen. Das ruhige zweite Thema wird in der Oboe, dann im Solohorn vorgestellt. Kennzeichen des Satzes sind weniger thematische Verarbeitung in sinfonischem Sinne als eine episodische Abfolge von Abschnitten dramatischer Spannung, denen langgesponnenene, lyrische Passagen gegenüberstehen.
Der 2. Satz beginnt mit einer hymnusartigen Melodie der Holzbläser in Terzverdopplungen, gefolgt von einer Gegenmelodie im Horn, dann im hohen Diskant der Streicher. In einigen Übergängen des weiteren Satzverlaufes kommt es zu unerwarteten harmonischen Wendungen, Dissonanzen werden aber bald wieder aufgelöst. In der Satzmitte erklingt als Reminiszenz das Dreiton-Motto wieder, mit der das Werk beginnt.
Dem erregten Beginn des 3. Satzes folgt eine gedämpfte Streicherpassage. Anschließende Ostinati von Streichern und Pauke untermalen eine Bläserlinie, die etwas an Le Sacre du printemps von Strawinsky erinnert. Der Satz mündet jedoch bald in mehrere Steigerungen, in denen die Themen des ersten Satzes wieder aufgenommen werden.

## Rezeption
Howard Hansons 2. Sinfonie wurde ein großer Erfolg und von vielen Orchestern aufgegriffen, darunter dem NBC Symphony Orchestra unter Arturo Toscanini. Hanson dirigierte seine 2. Sinfonie selbst häufig im Konzert und legte auch zwei Einspielungen unter seiner Leitung vor (in den 1930er-Jahren sowie 1958). Sie sollte sein bekanntestes Werk bleiben.
Die Zugänglichkeit der Sinfonie war durchaus beabsichtigt, wie eine Äußerung Hansons belegt: „The symphony represents for me my escape from the rather bitter type of modern musical realism which occupies so large a place in contemporary thought. Much contemporary music seems to me to be showing a tendency to become entirely too cerebral. I do not believe that music is primarily a matter of intellect, but rather a manifestation of the emotions. I have, therefore, aimed in this symphony to create a work that was young in spirit, lyrical and romantic in temperament, simple and direct in expression.“ („Die Sinfonie stellt für mich meine Flucht dar aus dem eher herben Typus des modernen musikalischen Realismus, der im zeitgenössischen Denken so großen Raum einnimmt. Vieles der zeitgenössischen Musik zeigt für mich die Tendenz, zu zerebral zu sein. Ich denke nicht, dass Musik in erster Linie eine Frage des Intellekts ist, sondern eher eine Manifestation der Emotionen. Deshalb habe ich in dieser Sinfonie versucht, ein Werk zu schaffen jung im Geiste, lyrisch und romantisch im Temperament und einfach und direkt im Ausdruck.“).
Das 2. Thema des 1. Satzes erlangte besondere Popularität, wurde als „Interlochen-Theme“ zur Kennmelodie des Interlochen Center for the Arts in Interlochen (Michigan) und wird dort traditionell am Ende von Konzerten gespielt. Hanson selbst griff es in späteren Werken nochmals auf, so im „Song of Democrazy“ von 1957.
1979 unterlegte Ridley Scott, Regisseur von Alien, dem Filmschluss die letzten Minuten des 1. Satzes der 2. Sinfonie von Howard Hanson. Dies geschah ohne Wissen des Filmkomponisten Jerry Goldsmith und auch Hansons selbst, die beide wenig erfreut waren. Hanson verzichtete jedoch auf Rechtsmittel, zumal dadurch das Interesse an seinem Werk neu auflebte. Die Musik zum Schlussteil des Filmes E.T. von John Williams von 1982 ist laut Williams passagenweise stark an der 2. Sinfonie des 1981 verstorbenen Hanson orientiert.